# آرسن ساوادوف
آرسن ساوادوف (انگلیسی: Arsen Savadov؛ زادهٔ ۲۴ سپتامبر ۱۹۶۲) عکاس و نقاش مفهوم‌گرایی ارمنی‌تبار اهل اوکراین است. وی از کالج هنری دولتی شفچنکو فارغ‌التحصیل شده‌است.